# ベス・メレディス
ベス・メレディス（Bess Meredyth, 1890年2月12日 - 1969年7月13日）は、アメリカ合衆国の脚本家、映画監督、女優である。出生名はヘレン・エリザベス・マッグレイシェン（Helen Elizabeth MacGlashen）。

## 人物・来歴
1890年2月12日、アメリカ合衆国のニューヨーク州バッファローに生まれる。ハイスクール時代にバートン・レスリーと学生結婚をするが、早くに離婚する。
執筆した小説 The Southerner を、満20歳になった1910年、バイオグラフ・カンパニーが原作に採用し、デル・ヘンダーソンが脚色、D・W・グリフィスが監督して、短篇劇映画 The Modern Prodigal を製作する。1912年、同社が製作したウィルフレッド・ルーカス監督・主演による短篇映画 A Sailor's Heart に端役として出演している。同作でのルーカスの相手役は、初期の彼の共演者ブランチ・スウィートであった。同年、ルーカスの監督作 Bred in the Bone で初主演、ルーカスを相手役とした。同年、フランク・ボーゼイジが監督し、ウォーレス・リードとポーリン・ブッシュが主演する短篇映画 The Mystery of Yellow Aster Mine の脚本を執筆する。
1914年、ユニヴァーサル・フィルム・マニュファクチュアリング・カンパニー（現在のユニバーサル・ピクチャーズ）に移籍する。1915年、ウィルフレッド・ルーカス監督の The Spanish Jade に出演したのを最後に女優業を引退、以降、脚本業に専念する。
満27歳を迎える1917年、映画監督ウィルフレッド・ルーカスと再婚する。1918年、ユニヴァーサルの子会社・ブルーバード映画で、ヴァイオレット・マースロー主演の『馬上の花』を夫のルーカスと共同で監督し、映画監督としてもデビューする。同作は日本でも公開されている。1919年5月1日、満29歳で長男を出産する。後に長じて『宇宙大作戦』（『スタートレック』テレビドラマ第1作）などの監督・脚本家となるジョン・メレディス・ルーカスである。
1927年5月11日、ダグラス・フェアバンクスら36人のうちの1人として、アカデミー賞の母体となる映画芸術科学アカデミーを創立する。同年、夫ルーカスと離婚している。1929年12月7日、満39歳で、4歳年長の映画監督マイケル・カーティスと3度目の結婚をする。1930年に授与式が行われた第2回アカデミー賞脚本賞に、『恋多き女』、『不死鳥』の2作がノミネートされる。
第二次世界大戦後の1947年、『意外なる人物』の脚色を手がけ、夫カーティスの監督作に初めてクレジットされるが、これがメレディスの事実上の遺作となった。
1962年4月10日、夫カーティスと死別する。その7年後の1969年7月13日、カリフォルニア州ロサンゼルス市ウッドランド・ヒルズで死去した。満79歳没。カーティスの墓所は、同州グレンデールにあるフォレスト・ローン・メモリアル・パークであることが知られているが、メレディスの墓所は不明である。

## おもなフィルモグラフィ
- The Modern Prodigal : 監督D・W・グリフィス、脚色デル・ヘンダーソン、1910年 - 原作（小説 The Southerner）
- A Sailor's Heart : 監督・主演ウィルフレッド・ルーカス、1912年 - 出演・役 On Porch
- Gold Is Not All : 監督・主演ウィルフレッド・ルーカス、1913年 - 出演・役 The Slavey
- Bred in the Bone : 監督・共演ウィルフレッド・ルーカス、1913年 - 主演
- The Mystery of Yellow Aster Mine : 監督フランク・ボーゼイジ、1913年 - 脚本
- The Gratitude of Wanda : 監督・主演ウォーレス・リード、1913年 - 脚本
- Cross Purposes : 監督ウォーレス・リード / ウィリス・ロバーズ、1913年 - 脚本
- The Countess Betty's Mine : 監督・主演ウォーレス・リード、1914年 - 脚本
- The Desert's Sting : 監督ウィルフレッド・ルーカス、1914年 - 出演
- The Voice of the Viola : 監督・主演ウォーレス・リード、1914年 - 脚本
- The Way of a Woman : 監督・主演ウォーレス・リード、1914年 - 脚本
- Cupid Incognito : 監督・脚本・主演ウォーレス・リード、1914年 - 原作
- Dangers of the Veldt : 監督・脚本オーティス・ターナー、1914年 - 出演
- Women and Roses : 監督・主演ウォーレス・リード、1914年 - 脚本
- Stolen Glory : 監督不明、共演ハリー・L・ラッテンベリー、1914年 - 主演
- The Fascinating Eye : 監督アレン・カーティス、共演ウィリアム・ウォルバート、1914年 - 主演
- The Call Back : 監督不明、共演J・ウォーレン・ケリガン、1914年 - 出演
- Willy Walrus and the Baby : 監督アレン・カーティス、主演ウィリアム・ウォルバート、1914年 - 出演（共演）
- Bess the Detectress in the Old Mill at Midnight : 監督アレン・カーティス、共演ウィリアム・ウォルバート、1914年 - 主演・役 Bess
- The Forbidden Room : 監督アラン・ドワン、1914年 - 脚本
- Willy Walrus, Detective : 監督アレン・カーティス、原作・主演ウィリアム・ウォルバート、1914年 - 出演（共演）
- The Mystery of Wickham Hall : 監督不明、主演クレオ・マディソン、1914年 - 脚本
- Bess the Detectress in Tick, Tick, Tick : 監督アレン・カーティス、共演ウィリアム・ウォルバート、1914年 - 主演・役 Bess the Detectress
- Bess the Detectress in the Dog Watch : 監督アレン・カーティス、共演ウィリアム・ウォルバート、1914年 - 主演・役 Bess
- Passing the Love of Woman : 監督不明、主演フランク・ラニング、1914年 - 脚本
- Willy Walrus and the Awful Confession : 監督アレン・カーティス、主演ウィリアム・ウォルバート、1914年 - 出演（共演）
- The Severed Hand : 監督ウィルフレッド・ルーカス、1914年 - 原作
- The Love Victorious : 監督ウィルフレッド・ルーカス、1914年 - 脚本
- The Wooing of Bessie Bumpkin : 監督アレン・カーティス、1914年 - 主演・役 Bessie Bumpkin
- The Trey o' Hearts : 監督ウィルフレッド・ルーカス / ヘンリー・マックレイ、1914年 - 脚本
- Her Twin Brother : 監督アレン・カーティス、1914年 - 脚本・主演
- The Little Auto-Go-Mobile : 監督アレン・カーティス、共演アーネスト・シールズ、1914年 - 主演
- Father's Bride : 監督アレン・カーティス、共演アーネスト・シールズ、1914年 - 主演
- When Bess Got in Wrong : 監督不明、共演リー・モーラン、1914年 - 脚本・主演
- When Lizzie Got Her Polish : 監督不明、主演ヴィクトリア・フォード、1914年 - 原作・出演
- A Woman's Debt : 監督不明、主演クレオ・マディソン、1915年 - 原作
- The Mystery Woman : 監督エドワード・スローマン、主演クレオ・マディソン、1915年 - 脚本
- Wheels Within Wheels : 監督・主演マードック・マックァリー、1915年 - 原作
- Their Hour : 監督不明、主演クレオ・マディソン、1915年 - 脚本
- The Blood of the Children : 監督ヘンリー・マックレイ、1915年 - 脚本
- The Mother Instinct : 監督ウィルフレッド・ルーカス、主演クレオ・マディソン、1915年 - 脚本・出演
- The Human Menace : 監督ウィルフレッド・ルーカス、主演クレオ・マディソン、1915年 - 脚本
- Putting One Over : 監督チャールズ・ギブリン、主演マードック・マックァリー、1915年 - 脚本
- The Spanish Jade : 監督ウィルフレッド・ルーカス、主演ベティ・ベレアーズ、1915年 - ノンクレジット出演（出演最終作）
- The Fear Within : 監督チャールズ・ギブリン、主演マードック・マックァリー、1915年 - 脚本
- In His Mind's Eye : 監督チャールズ・ギブリン、主演マードック・マックァリー、1915年 - 脚本
- The Fascination of the Fleur de Lis : 監督ジョセフ・ド・グラス、主演クレオ・マディソン、1915年 - 脚本
- The Ghost Wagon : 監督ジョセフ・フランツ、主演エディス・スターリング、1915年 - 脚本
- Stronger Than Death : 監督ジョセフ・ド・グラス、主演ルイズ・ラヴリー、1915年 - 脚本
- Mismates : 監督バートラム・ブラックン、主演チャールズ・ダドレー、1916年 - 脚本
- The Twin Triangles : 監督ハリー・ハーヴェイ、1916年 - 脚本
- Spellbound : 監督ハリー・ハーヴェイ、1916年 - 脚本
- The Wedding Guest : 監督ジャック・ジャッカード、主演ハリー・ケリー、1916年 - 脚本
- Number 16 Martin Street : 監督ロイド・B・カールトン、主演ドロシー・ダヴェンポート、1916年 - 脚本
- Cross Purposes : 監督ウィリアム・ウォーシントン、主演クレオ・マディソン、1916年 - 脚本
- The Sody Clerk : 監督ウォーレス・ビアリー、主演カーター・デヘイヴン、1916年 - ロバート・ディロンと共同脚本
- A Thousand Dollars a Week : 監督ウォーレス・ビアリー、主演カーター・デヘイヴン、1916年 - ロバート・ディロンと共同脚本
- The Heart of a Show Girl : 監督ウィリアム・ウォーシントン、主演フランクリン・ファーナム、1916年 - 脚本
- He Becomes a Cop : 監督ウォーレス・ビアリー、主演カーター・デヘイヴン、1916年 - ロバート・ディロンと共同脚本
- From the Rogue's Gallery : 監督ウォーレス・ビアリー、主演カーター・デヘイヴン、1916年 - ロバート・ディロンと共同脚本
- The Small Magnetic Hand : 監督チャールズ・バートレット、1916年 - シルヴィア・アンドルーと共同脚本
- Hired and Fired : 監督ウォーレス・ビアリー、主演カーター・デヘイヴン、1916年 - ロバート・ディロンと共同脚本
- He Almost Lands an Angel : 監督ウォーレス・ビアリー、主演カーター・デヘイヴン、1916年 - ロバート・ディロンと共同脚本
- A Hero by Proxy : 監督ウォーレス・ビアリー、主演カーター・デヘイヴン、1916年 - ロバート・ディロンと共同脚本
- Borrowed Plumes : 監督ウォーレス・ビアリー、脚本ロバート・ディロン、主演カーター・デヘイヴン、1916年 - 原作
- Breaking Into Society : 監督ウォーレス・ビアリー、主演カーター・デヘイヴン、1916年 - ロバート・ディロンと共同脚本
- The Decoy : 監督ウィリアム・ガーウッド、主演ロイス・ウィルソン（英語版）、1916年 - 脚本
- Fame at Last : 監督ウォーレス・ビアリー、主演カーター・デヘイヴン、1916年 - ロバート・ディロンと共同脚本
- A Price on His Head : 監督ベン・ホーニング、主演キングスレー・ベネディクト、1916年 - 脚本
- The White Turkey : 監督ルイ・ウィリアム・ショーデ、主演プリシラ・ディーン、1916年 - 脚本
- Pass the Prunes : 監督ルイ・ウィリアム・ショーデ、主演エディ・ライオンス、1916年 - 脚本
- It Sounded Like a Kiss : 監督ルイ・ウィリアム・ショーデ、主演エディ・ライオンス、1916年 - 脚本
- 『可愛い児』 Pretty Baby : 監督ルイ・ウィリアム・ショーデ、主演エディス・ロバーツ、1916年 - 脚本
- 『ビックリ牧師』 Practice What You Preach : 監督ルイ・ウィリアム・ショーデ、主演エディ・ライオンス、1917年 - 脚本
- One Thousand Miles an Hour : 監督ルイ・ウィリアム・ショーデ、主演エディ・ライオンス、1917年 - 脚本
- Treat 'Em Rough : 監督ルイ・ウィリアム・ショーデ、主演エディ・ライオンス、1917年 - 脚本
- A Macaroni Sleuth : 監督ルイ・ウィリアム・ショーデ、主演エディ・ライオンス、1917年 - 脚本
- 『おやお伯父さん』 Why, Uncle! : 監督ルイ・ウィリアム・ショーデ、脚本チャールズ・ウィルソン、主演エディ・ライオンス、1917年 - 原作
- His Wife's Relatives : 監督ルイ・ウィリアム・ショーデ、主演エディ・ライオンス、1917年 - 脚本
- A Million in Sight : 監督ルイ・ウィリアム・ショーデ、主演エディ・ライオンス、1917年 - 脚本
- The Girl Who Lost : 監督ジョージ・コクラン、主演クレオ・マディソン、1917年 - 脚本
- The Townsend Divorce Case : 監督ハリー・デルバ、主演ジーン・ハーショルト、1917年 - 脚本
- The Light of Love : 監督ベン・ホーニング、主演ジェシー・アーノルド、1917年 - 脚本
- Bringing Home Father : 監督ウィリアム・ウォーシントン、主演フランクリン・ファーナム、1917年 - 脚本
- 『三人の孤児』 The Little Orphan : 監督・共演ジャック・コンウェイ、主演エラ・ホール、1917年 - 脚本
- Three Women of France : 監督ルス・アン・ボールドウィン、主演ジャック・マルホール、1917年 - 原作
- 『深夜の人』 The Midnight Man : 監督エルマー・クリフトン、主演ジャック・マルホール、1917年 - 原作
- A Wife's Suspicion : 監督ジョージ・L・サージェント、主演リー・ヒル、1917年 - 脚本
- A Five Foot Ruler : 監督・主演カーター・デヘイヴン、1917年 - 原作
- 『罪の報ひ』 Pay Me! : 監督ジョセフ・ド・グラス、主演ロン・チェイニー、1917年 - 脚本
- Scandal : 監督チャールズ・ギブリン、主演コンスタンス・タルマッジ、1917年 - 脚本
- 『馬上の花』 Morgan's Raiders : 主演ヴァイオレット・マースロー、1918年 - ウィルフレッド・ルーカスと共同で脚本・監督（監督デビュー作）
- The Grain of Dust : 監督ハリー・レヴィアー、主演リリアン・ウォーカー、1918年 - 翻案脚色
- 『赤き赤き心』 The Red, Red Heart : 監督ウィルフレッド・ルーカス、主演モンロー・ソールズベリー、1918年 - 翻案脚色
- Pretty Babies : 監督ジェイムズ・デイヴィス、主演エヴァ・ノヴァク、1918年 - 脚本
- That Devil, Bateese : 監督ウィリアム・ウォルバート、主演モンロー・ソールズベリー、1918年 - 原作
- 『続篇ターザン』 The Romance of Tarzan : 監督ウィルフレッド・ルーカス、主演エルモ・リンカーン、1918年 - 脚本
- The Man Who Wouldn't Tell : 監督ジェームズ・ヤング、主演アール・ウィリアムス、1918年 - 脚本
- 『黎明』 Big Little Person : 監督ロバート・Z・レナード、主演メイ・マレー、1919年 - 脚本
- Girl from Nowhere : 主演クレオ・マディソン、1919年 - 脚本、ウィルフレッド・ルーカスと共同で原作・監督
- The Shadow of Lightning Ridge : 監督ウィルフレッド・ルーカス、主演レックス・ベイカー、1920年 - 脚本
- The Man from Kangaroo : 監督ウィルフレッド・ルーカス、主演レックス・ベイカー、1920年 - 脚本
- The Jackeroo of Coolabong : 監督ウィルフレッド・ルーカス、主演レックス・ベイカー、1920年 - 脚本
- The Fighting Breed : 監督ウィルフレッド・ルーカス、主演レックス・ベイカー、1921年 - 脚本
- 『運命の皮肉』 The Grim Comedian : 監督フランク・ロイド、主演フィビー・ハント、1921年 - 脚本
- 『人妻の危険時代』（別題『人生の歌』） The Song of Life : 監督ジョン・M・スタール、1922年 - 脚本
- 『愛は奪う』（別題『愛の盗人』） Grand Larceny : 監督ウォーレス・ウォースリー、1922年 - 脚本
- 『文明の仮面』 The Woman He Married : 監督フレッド・ニブロ、1922年 - 脚本
- 『魂は帰り行く』 One Clear Call : 監督ジョン・M・スタール、1922年 - 脚本
- Rose o' the Sea : 監督フレッド・ニブロ、1922年 - 脚本
- 『良人の危険時代』 The Dangerous Age : 監督ジョン・M・スタール、1923年 - 脚本
- 『海賊アップルジャック』 Strangers of the Night : 監督フレッド・ニブロ、1923年 - 脚本
- 『ピレニーの情火』（別題『汝の名は女』） Thy Name Is Woman : 監督フレッド・ニブロ、1924年 - 翻案脚色・脚本
- 『紅百合』 The Red Lily : 監督フレッド・ニブロ、1924年 - 脚本
- 『モダン結婚』 A Slave of Fashion : 監督ホバート・ヘンリー、1925年 - 脚本
- The Love Hour : 監督ハーマン・C・レイメイカー、1925年 - 翻案脚色・脚本
- 『愁ひの明星』 The Wife Who Wasn't Wanted : 監督ジェームズ・フラッド、1925年 - 脚本
- 『ベン・ハー』 Ben-Hur: A Tale of the Christ : 監督フレッド・ニブロ、1925年 - コンティニュイティ
- 『海の野獣』 The Sea Beast : 監督ミラード・ウェッブ、1926年 - 脚本
- 『ドン・ファン』 Don Juan : 監督アラン・クロスランド、1926年 - 脚本
- 『マノン・レスコオ』 When a Man Loves : 監督アラン・クロスランド、1927年 - 翻案脚色
- Irish Hearts : 監督バイロン・ハスキン、1927年 - 脚本
- 『魔炎』 The Magic Flame : 監督ヘンリー・キング、1927年 - 脚本
- 『僧房に咲く花』（別題『紫の騎士』） Rose of the Golden West : 監督ジョージ・フィッツモーリス、1927年 - 翻案脚色
- Sailors' Wives : 監督ジョセフ・ヘナベリー、1928年 - 翻案脚色・脚本
- 『リットル・シェファード・オヴ・キングドム・カム』（別題『感激の泉』） The Little Shepherd of Kingdom Come : 監督アルフレッド・サンテル、1928年 - 脚本
- 『姫百合の花』 Yellow Lily : 監督アレクサンダー・コルダ、1928年 - 脚本
- The Scarlet Lady : 監督アラン・クロスランド、1928年 - 原作
- 『女の秘密』 The Mysterious Lady : 監督フレッド・ニブロ、1928年 - 潤色・コンティニュイティ
- 『恋多き女』 A Woman of Affairs : 監督クラレンス・ブラウン、1928年 - コンティニュイティ
- 『不死鳥』 Wonder of Women : 監督クラレンス・ブラウン、1929年 - 脚本
- 『虹を追って』 Chasing Rainbows : 監督チャールズ・ライズナー、1930年 - 脚本・原作（小説 Road Show）
- 『月光の曲』 In Gay Madrid : 監督ロバート・Z・レナード（ノンクレジット）、1930年 - 台詞コンティニュイティ
- 『海魔』 The Sea Bat : 監督ライオネル・バリモア（ノンクレジット）、1930年 - 劇化
- 『デパートの横顔』 Our Blushing Brides : 監督ハリー・ボーモン（ノンクレジット）、1930年 - コンティニュイティ・台詞
- 『ロマンス』 Romance : 監督クラレンス・ブラウン（ノンクレジット）、1930年 - 脚本
- 『南方の放浪者』（別題『プロディガル』） The Prodigal : 監督ハリー・A・ポラード、1931年 - 脚本・原作（小説 The Southerner）
- 『笑ふ罪人』 Laughing Sinners : 監督ハリー・ボーモン、1931年 - 脚本
- 『巴里の魔人』 The Phantom of Paris : 監督ジョン・S・ロバートソン、1931年 - コンティニュイティ
- 『ブロードウェイの西』 West of Broadway : 監督ハリー・ボーモン、1931年 - 脚本・原作
- 『キューバの恋唄』 The Cuban Love Song : 監督W・S・ヴァン・ダイク、1931年 - 脚本
- Strange Interlude : 監督ロバート・Z・レナード（ノンクレジット）、1932年 - 台詞コンティニュイティ
- 『明日の太陽』 Looking Forward : 監督クラレンス・ブラウン、1933年 - 脚本
- The Affairs of Cellini : 監督グレゴリー・ラ・カーヴァ、1934年 - 脚本
- 『風雲の欧羅巴』 The Iron Duke : 監督ヴィクター・サヴィル、1934年 - 脚本
- 『曲芸団』 The Mighty Barnum : 監督ウォルター・ラング、1934年 - 脚本
- 『シュヴァリエの巴里ッ子』 Folies Bergère de Paris : 監督ロイ・デル・ルース、1935年 - 脚本
- 『メトロポリタン』 Metropolitan : 監督リチャード・ボレスラウスキー、1935年 - 脚本・原作
- 『二国旗の下に』 Under Two Flags : 監督フランク・ロイド、1936年 - 脚本構成協力（ノンクレジット）
- Half Angel : 監督シドニー・ランフィールド、1936年 - 脚本
- 『闇の狂人』（別題『劇場の殺人』） Charlie Chan at the Opera : 監督H・ブルース・ハンバーストーン、1936年 - 原作
- The Great Hospital Mystery : 監督ジェームズ・ティンリング、1937年 - 脚本
- 『モホークの太鼓』 Drums Along the Mohawk : 監督ジョン・フォード、1939年 - 潤色協力（ノンクレジット）
- 『快傑ゾロ』 The Mark of Zorro : 監督ルーベン・マムーリアン、1940年 - 翻案脚色
- That Night in Rio : 監督アーヴィング・カミングス、1941年 - 脚本
- 『意外なる人物』 The Unsuspected : 監督マイケル・カーティス、1947年 - 翻案脚色
- The Mark of Zorro : 監督ドン・マクドゥガル、テレビ映画、1974年 - 翻案脚色（ノンクレジット）

## 関連事項
- バイオグラフ・カンパニー（Biograph Company）
- ウッドランド・ヒルズ (ロサンゼルス市) （en:Woodland Hills, Los Angeles, California）
- フォレスト・ローン・メモリアル・パーク (グレンデール) （en:Forest Lawn Memorial Park, Glendale）

## 註
1. 1 2 3 4 5 6 7 8 9 10 11 12 13 14 15 16 17 18 19  Bess Meredyth, Internet Movie Database （英語）, 2010年5月12日閲覧。
2. ↑  The Modern Prodigal - IMDb（英語）, 2010年5月12日閲覧。
3. 1 2  A Sailor's Heart - IMDb（英語）, 2010年5月12日閲覧。
4. ↑  『ブルーバード映画の記録』 : 製作・著・発行山中十志雄・塚田嘉信、1984年4月、p.60-63.
5. ↑  Michael Curtiz - IMDb（英語）, 2010年5月12日閲覧。
6. ↑  Michael Curtiz - Find a Grave（英語）, 2010年5月12日閲覧。
7. ↑  Bess Meredyth, Find A Grave （英語）, 2010年5月12日閲覧。